# Gluviopsis
Genre
Synonymes
- Tarablossia Caporiacco, 1944

Gluviopsis est un genre de solifuges de la famille des Daesiidae.

## Distribution
Les espèces de ce genre se rencontrent en Grèce, en Azerbaïdjan, au Moyen-Orient, en Afrique du Nord, en Afrique de l'Est, en Asie centrale et en Asie du Sud.

## Liste des espèces
Selon Solifuges of the World (version 1.0) :
- Gluviopsis atrata Pocock, 1900
- Gluviopsis balfouri (Pocock, 1895)
- Gluviopsis butes Delle Cave & Simonetta, 1971
- Gluviopsis caporiaccoi Vachon, 1950
- Gluviopsis microphthalmus Birula, 1937
- Gluviopsis nigripalpis (Pocock, 1897)
- Gluviopsis nigrocinctus Birula, 1905
- Gluviopsis paphlagoniae Turk, 1960
- Gluviopsis rivae (Pavesi, 1897)
- Gluviopsis rufescens (Pocock, 1897)
- Gluviopsis somalica Roewer, 1933

## Publication originale
- Kraepelin, 1899 : Zur Systematik der Solifugen. Mitteilungen aus dem Naturhistorischen Museum in Hamburg, vol. 16, p. 195–259 (texte intégral).